# Nijmeegse Vierdaagse 2008
De Nijmeegse Vierdaagse 2008 was de 92e editie van de Nijmeegse Vierdaagse. Het evenement werd gehouden van dinsdag 15 juli tot en met vrijdag 18 juli 2008. Er hebben zich 43.450 mensen ingeschreven en de deelnemerslimiet was 45.000. In totaal namen 60 nationaliteiten deel aan deze editie van de Nijmeegse Vierdaagse. In totaal hebben 34.962 mensen de Vierdaagse uitgelopen en een Vierdaagsekruis ontvangen.
De officiële opening met de Vlaggenparade vond op 13 juli plaats in het McDOS Goffertstadion.
Net zoals in de editie van 2007 werd onderzoek verricht onder de wandelaars. Aan 7.500 wandelaars werd gevraagd of zij wilden deelnemen aan een onderzoek met een veterchip, een chip die men aan de veter bevestigt. Uiteindelijk werkten 6.620 wandelaars mee aan dit onderzoek. Met behulp van deze chips konden de controleposten de drukte op het parcours beter inschatten en indien nodig hulpdiensten inschakelen. Een gedeelte van de wandelaars kreeg een GPS-tracker zodat deze vrij nauwkeurig gevolgd konden worden. Zij kregen ook een PDA zodat zij zelf hun positie konden bekijken. Tot slot waren er 100 wandelaars die een pil inslikten voor het verzamelen van gegevens, zoals lichaamstemperatuur.
Dit jaar konden de deelnemers zich ook op zondag aanmelden terwijl dit in voorgaande jaren alleen op maandag kon. Deze verandering was een succes want 13.648 wandelaars (31,4%) maakten gebruik van deze mogelijkheid.
Tijdens deze editie werd ook het 100-jarig bestaan van de KNBLO-NL gevierd.